# José María de Uricoechea
José María de Uricoechea y Zornoza (Santafé de Bogotá, 1794-1840) fue un militar colombiano.
Uricoecha fue un prestigioso colegial del Colegio Mayor de Nuestra Señora del Rosario. Se unió al ejército patriota, siendo uno de los criollos que apoyó la causa independendista de Simón Bolívar. Era pariente de varios importantes políticos de la primera etapa republicana de Colombia.

## Familia
José María era hijo de los vascos Juan Antonio de Uricoechea y Victoria, y María Concepción de Zornoza y Peñalver. Era el sexto de ocho hijos, siendo sus hermanos Juliana Filomena, Manuela, José Joaquín, Policarpo, Francisco Javier, Nicolás y María Marta Uricoechea y Zornoza.

### Líneas colaterales
Su hermano Policarpo era el padre del político neogranadino Juan Agustín Uricoechea Navarro, quien ocupó la presidencia de Colombia brevemente en 1864, en su calidad de procurador general de la Nación, por la ausencia física del entonces presidente Tomás Cipriano de Mosquera.
Su hermano Francisco era yerno del político y militar francés, radicado en Nueva Granada, Louis Girardot, y por tanto, cuñado del militar Atanasio Girardot. Por su parte, su hermana mayor, Juliana, estaba casada con el sobrino del político Manuel Benito de Castro y Arcaya.
A su vez, Ignacio, el cuñado de José María, era a su vez tío del político de la aristocracia santafereña, Manuel de Bernardo Álvarez del Casal (aristócrata por ser yerno de Jorge Miguel Lozano y cuñado de Jorge Tadeo Lozano), quien ocupó la presidencia de Cundinamarca entre 1813 y 1814, siendo el sucesor de Antonio Nariño (de quien Bernardo era tío materno).

### Matrimonio y descendencia
Casado con María Rodríguez Moreno (quien falleció en 1838), fue padre de tres hijosː Ezequiel, Filomena y Sabas María Uricoechea y Rodríguez. Su hijo mayor fue un destacado científico y polímata colombiano; su única hija se casó con su primo Antonio María de Castro Uricoecha; y su hijo menor, Sabas, se casó con un pariente lejano del político Custodio García Róvira.